# Наутилус (премия)
Премия «Наутилус» (пол. Nagroda Nautilus) — польская литературная премия, представляющая собой ежегодный опрос читателей на лучшее польскоязычное фантастическое произведение, изданное в прошлом году. Название премии происходит от подводного корабля капитана Немо из романов Жюля Верна «Двадцать тысяч лье под водой» и «Таинственный остров». Премия существовала с 2004 по 2013 гг. Организатор – польский журнал фантастики Science Fiction (2001— 2012).

## История
Премия «Наутилус» была создана в 2004 году Робертом Ежи Шмидтом (пол. Robert Jerzy Szmidt), главным редактором журнала Science Fiction. Редакция журнала являлась организационным комитетом премии. Первое награждение победителей состоялось на форуме поклонников фантастики ConQuest в Кракове.
В 2009 году награждение премией «Наутилус» не состоялось, из-за смены руководства (журнал перешёл к издательству Fabryka Słów). По этой причине не были вручены награды за произведения, опубликованные в 2008 году. В 2010 году премирование было возобновлено. Из-за приостановки публикации журнала Science Fiction премия не присуждалась в 2012 году за работы, опубликованные в предыдущем году. В 2013 годц присуждением премии занималось Люблинское объединение фэнтези «Цитадель Сириуса» (пол. Cytadela Syriusza).
В 2014 году награждение премией «Наутилус» за лучшее фантастическое произведение года приостановили.

## Формат
Премия присуждалась в следующих категориях:
- лучший роман года (пол. powieść roku) — объём произведения как минимум 240 тыс. символов
- лучший рассказ года (пол. opowiadanie roku) — объём произведения не более 240 тыс. символов

Победитель избирался путём голосования читателей с помощью SMS. С 2010 года также появилась возможность голосования на Интернет-странице. Лауреаты получали почётный диплом и денежное вознаграждение, состоявшее из спонсорских средств и средств, собранных во время голосования.

## Победители и номинанты
Указан год опубликования произведений, премия вручается в следующем году.

###### 2012 год
Награждение состоялось на XIV Национальном фестивале фэнтези «Фалькон» в Люблине, 9 ноября 2013 года.
Лучший роман
- Стефан Дарда – Bisy, третья часть тетралогии

Номинанты:
- Луиза Добжиньская — Dusza
- Ярослав Гжендович — «Владыка Ледяного Сада: Конец пути»

Лучший рассказ
- Мацей Левандовский — Czarna Leliwa

Номинанты:
- Стефан Дарда — Opowiem ci mroczną historię
- Моника Сокул-Рудовская — Droga
- Роберт Вегнер — «Ещё один герой»
- Якуб Цвек — Writers INC

###### 2010 год
Лучший роман
- Анджей Пилипик — Око Jelenia. Tryumf Lisa Reinicke

Номинанты:
- Майя Лидия Коссаковская — Zbieracz Burz, 1 часть
- Стефан Дарда — Słoneczna Dolina
- Яцек Пекара —  Ja, Inkwizytor. Dotyk zła
- Яцек Пекара — Ja, Inkwizytor. Wieże do nieba

Лучший рассказ
- Анджей Пилипик — Lazaret

Номинанты:
- Яцек Пекара — Stowarzyszenie Nieumarłych Polaków
- Анджей Пилипик — Staw
- Дариуш Домагальский — Piąta pora roku
- Роберт Вегнер — «Лучшие, каких можно купить»

###### 2009 год
Лучший роман
- Ярослав Гжендович — «Владыка Ледяного Сада: Носитель судьбы»

Номинанты:
- Анджей Пилипик — Homo Bimbrownikus
- Анджей Пилипик — Око Jelenia. Pan Wilków
- Яцек Пекара — Charakternik
- Катажина Береника Мищук — Wilczyca

Лучший рассказ
- Анджей Пилипик — Rzeźnik drzew

Номинанты:
- Анджей Пилипик — Ostatnia misja Jakuba
- Ярослав Гжендович — Chwila przed deszczem
- Якуб Цвек — «Готовь с Римским Папой»
- Роберт Вегнер — «Все мы меекханцы»

###### 2007 год
Лучший роман
- Рафал Дембский — Gwiazdozbiór kata

Номинанты:
- Ярослав Гжендович — «Владыка Ледяного Сада: В сердце тьмы»
- Магдалена Козак — Renegat
- Лукаш Орбитовский, Ярослав Урбанюк — Pies и Klecha. Przeciwko wszystkim
- Яцек Дукай — «Лёд»

Лучший рассказ
- Томаш Бохиньский — Cudowny wynalazek pana Bella

Номинанты:
- Роберт Вегнер — Przebudzenie
- Рафал Дембский —  Kura
- Роберт Вегнер — «И станешь ты стеною»
- Якуб Новак — Karnawał

###### 2006 год
Лучший роман
- Рафал Дембский — Czarny pergamin
- Рафал Koсик — Vertical

Номинанты:
- Магдалена Козак — «Ночар»
- Лукаш Орбитовский, Ярослав Урбанюк — Pies и Klecha. Ogień i blask
- Анджей Сапковский — «Свет вечный»

Лучший рассказ
- Щепан Tвардох — Rondo na maszynę do pisania, papier i ołówek

Номинанты:
- Ярослав Гжендович — Zegarmistrz и łowca motyli
- Магда Козак — Cynglarze
- Лукаш Орбитовский, Ярослав Урбанюк — Pies и Klecha. Żertwa

###### 2005 год
Лучший роман
- Ярослав Гжендович — «Владыка Ледяного Сада: Ночной Странник»

Номинанты:
- Анджей Пилипик — Dziedziczki
- Феликс Крес — «Страж неприступных гор»
- Майя Лидия Коссаковская — Zakon Krańca Świata
- Марек Хуберат — Miasta pod Skałą

Лучший рассказ
- Лукаш Орбитовский — Horror Show

Номинанты:
- Ярослав Гжендович — «Век волков»
- Магдалена Козак — Operacja "Faust"
- Себастьян Узнаньский — Świt Czarnego Słońca
- Еугениуш Дембский — Dziewczyna ze snu

###### 2004 год
Лучший роман
- Анджей Сапковский — «Божьи воины»

Номинанты:
- Анджей Земяньский — Achaja, 3 часть
- Анджей Пилипик — Księżniczka
- Яцек Дукай — «Идеальное несовершенство»
- Майя Лидия Коссаковская — «Сеятель ветра»

Лучший рассказ
- Анджей Пилипик — 2865 kroków: Wieczorne dzwony

Номинанты:
- Еугениуш Дембский — W krainie zaginionych bajtli
- Феликс Кресс — Gówno
- Рафал Дембский — Dotyk kata
- Анна Бжезинская — Wody głębokie ako niebo

###### 2003 год
Лучший роман
- Анджей Земянский — Achaja, 2 часть

Номинанты:
- Яцек Дукай — «Иные песни»
- Анджей Пилипик — Kuzynki
- Роберт Ежи Шмидт — Apokalipsa według Pana Jana
- Феликс Кресс — Klejnot и wachlarz

Лучший рассказ
- Анджей Земяньский — «Запах стекла»

Номинанты:
- Войцех Свидзиневский — Klopoty в Hamdirholm
- Гжегож Жак — Władca przekładów
- Щепан Твардох — Obłęd rotmistrza von Egern
- Агнешка Халас — By ją ocalić